# Queens

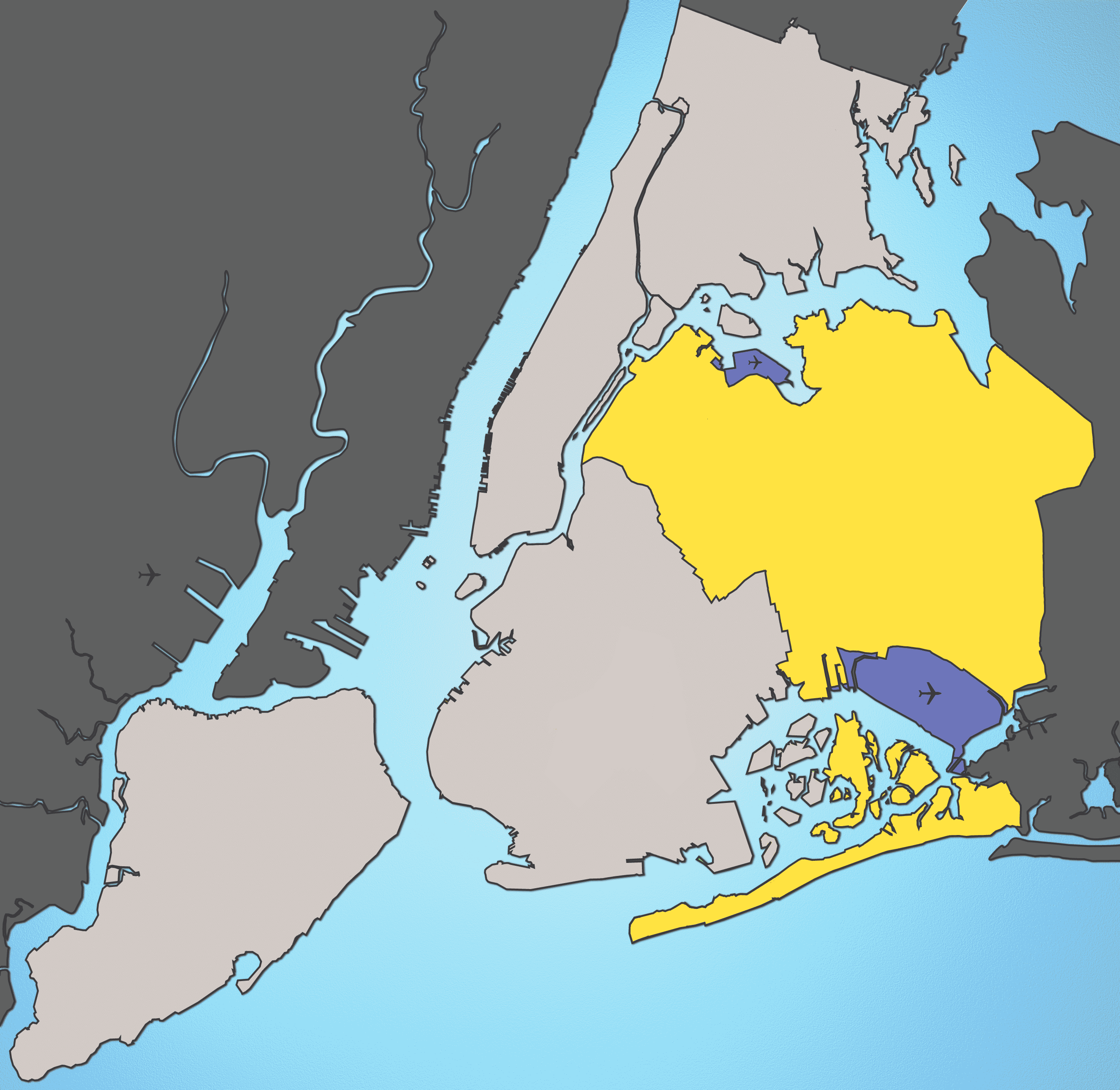
Karte von New York City. Gelb markiert: Queens. Blau markiert: die Flughäfen John F. Kennedy im Süden und La Guardia im Norden.

Queens [kwiːnz] ist der flächenmäßig größte der fünf Stadtbezirke (Boroughs) von New York City und ein County im Bundesstaat New York. Er liegt im Westen der Insel Long Island. Im Jahr 2020 hatte Queens laut US-Census 2.405.464 Einwohner und ist nach Brooklyn der zweitbevölkerungsreichste Stadtbezirk in New York. In der Bevölkerungsdichte nimmt Queens County den vierten Platz in den Vereinigten Staaten ein, ebenso wenn es eine eigene Stadt wäre.

## Lage
Queens liegt im äußersten Westen von Long Island. Landgrenzen bestehen im Südwesten zum Stadtbezirk Brooklyn sowie im Osten zum Nassau County. Queens besitzt zudem Seegrenzen mit den Stadtbezirken Manhattan, der Bronx und Staten Island sowie mit Monmouth County in New Jersey. Laut dem United States Census Bureau hat der Bezirk eine Fläche von 461 km². Davon sind 282 km² Land und 181 km² (39 %) Wasserfläche.
Die Küsten von Queens werden durch mehrere Gewässer definiert. Die Nord- und Nordwestküste liegt an der Meerenge East River sowie der Little Neck Bay. Die Südküste umfasst die mit kleinen Inseln durchsetzte Meeresbucht Jamaica Bay und die direkt am Atlantik liegende Halbinsel Rockaway Peninsula. Vor der Nordwestküste liegt zwischen Queens und Manhattan im East River die Insel Roosevelt Island, vor der Nordküste die Gefängnisinsel Rikers Island.

## Geschichte
Die ersten Siedlungen auf dem Gebiet des heutigen Queens wurden 1635 gegründet, gefolgt von weiteren Siedlungen in Maspeth 1642, Vlissingen (heute Flushing) 1645, Newtown (heute Elmhurst) 1652 und Jamaica 1655. Obwohl sie in der niederländischen Kolonie Nieuw Nederland lagen, wurden sie überwiegend von englischen Siedlern bewohnt. 1664 wurde die niederländische Kolonie von den Engländern erobert, die sie anschließend in New York umbenannten und der Insel Long Island den Namen Yorkshire gaben.
Queens wurde am 1. November 1683 als einer der ursprünglichen 12 Countys der englischen Provinz New York gegründet. Der Name Queens steht zu Ehren von „Queen“ Katharina von Braganza (1638–1705), der Gattin von König Karl II. von England (1630–1685). Der Name für dieses neu besiedelte Land wurde 1683 von den ersten britischen Aussiedlern vergeben. Von 1683 bis 1898 umfasste der Queens County auch das heutige Nassau County. Zum County gehörten zunächst die Städte Flushing, Hempstead, Jamaica, Newtown und Oyster Bay, ergänzt ab 1784 mit North Hempstead und ab 1870 mit Long Island City, das sich von der Stadt Newtown abspaltete. Der Sitz der County-Regierung befand sich zunächst in Jamaica, bis 1787 nahe Mineola ein neues Gebäude errichtet wurde. Um 1874 wurde der Regierungssitz von Mineola nach Long Island City verlegt. Am 8. Juni 1881 wurde North Brother Island und am 8. Mai 1884 Rikers Island an die Stadt New York sowie am 16. April 1964 South Brother Island an Bronx County übertragen.
Während der Konsolidierung von New York City wurde bei einer Abstimmung der New York State Legislature am 4. Mai 1897 der Borough Queens genehmigt und am 1. Januar 1898 als eines von fünf Stadtbezirken gegründet. Hierbei legte man die Städte Long Island City, Elmhurst, Flushing, Jamaica und das westliche Hempstead zusammen. Die Bewohner des östlichen Teil von Queens County mit den drei Städten Oyster Bay, Hempstead und North Hempstead stimmten gegen die Eingliederung nach New York City, aus diesem Teil wurde am 1. Januar 1899 das Nassau County gebildet.
Mit der Fertigstellung der Queensboro Bridge im Jahr 1909 und von Eisenbahn- und U-Bahn-Tunneln unter dem East River ab 1910 gab es eine entscheidende Verbesserung der Verkehrsverbindung zwischen Queens und Manhattan. Ab 1915 war ein Großteil des Bezirks an das New Yorker U-Bahn-System angeschlossen. Infolgedessen nahm die Einwohnerzahl von Queens stark zu und verdoppelte sich von 469.042 im Jahr 1920 auf 1.079.129 im Jahr 1930 und überschritt dabei die Millionenmarke. Der Stadtbezirk war der Austragungsort der New Yorker Weltausstellungen 1939 New York World’s Fair und 1964 New York World's Fair. Der nach Bürgermeister Fiorello La Guardia benannte Flughafen LaGuardia Airport wurde 1939 auf einem Gelände im Norden am Ufer des East River eröffnet. Auf dem Gelände eines ehemaligen Golfplatzes an der Jamaica Bay im Süden entstand 1948 der Idlewild Airport, der 1963 in John F. Kennedy International Airport umbenannt wurde. Ende der 1990er Jahre überschritt die Einwohnerzahl die Zwei-Millionen-Marke. Ende Oktober 2012 verursachte Hurrikan Sandy in Breezy Point auf der Halbinsel Rockaway einen Großbrand und schwere Schäden durch Sturm und Wasser, die 126 Häuser zerstörten und zum größten Einsatz in der Geschichte der New York City Fire Department (FDNY) führten.
Vier Orte haben den Status einer National Historic Landmark. 97 Bauwerke und Stätten des Countys sind insgesamt im National Register of Historic Places eingetragen (Stand 20. Februar 2018).

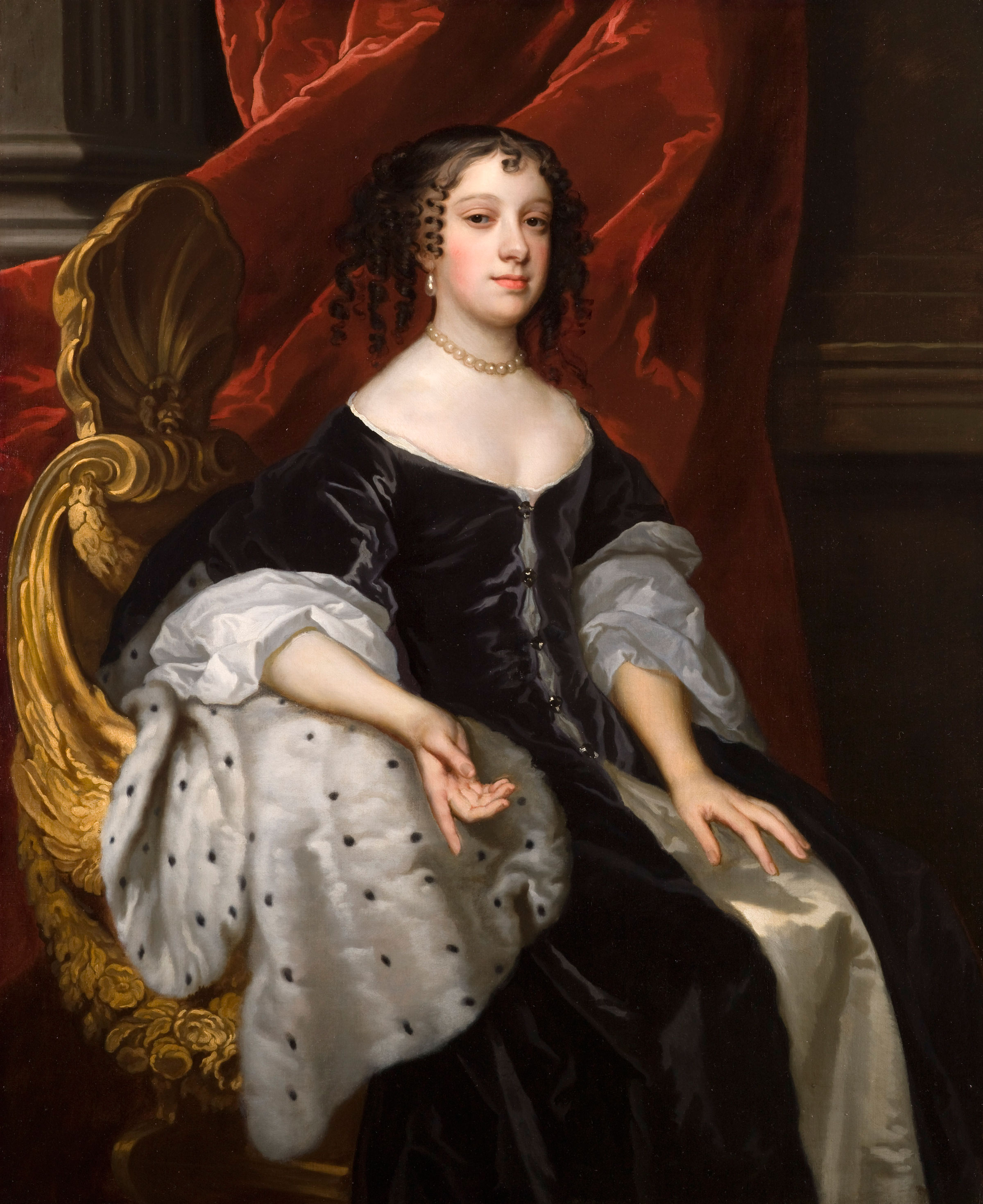
Catherine of Braganza, Queen of England
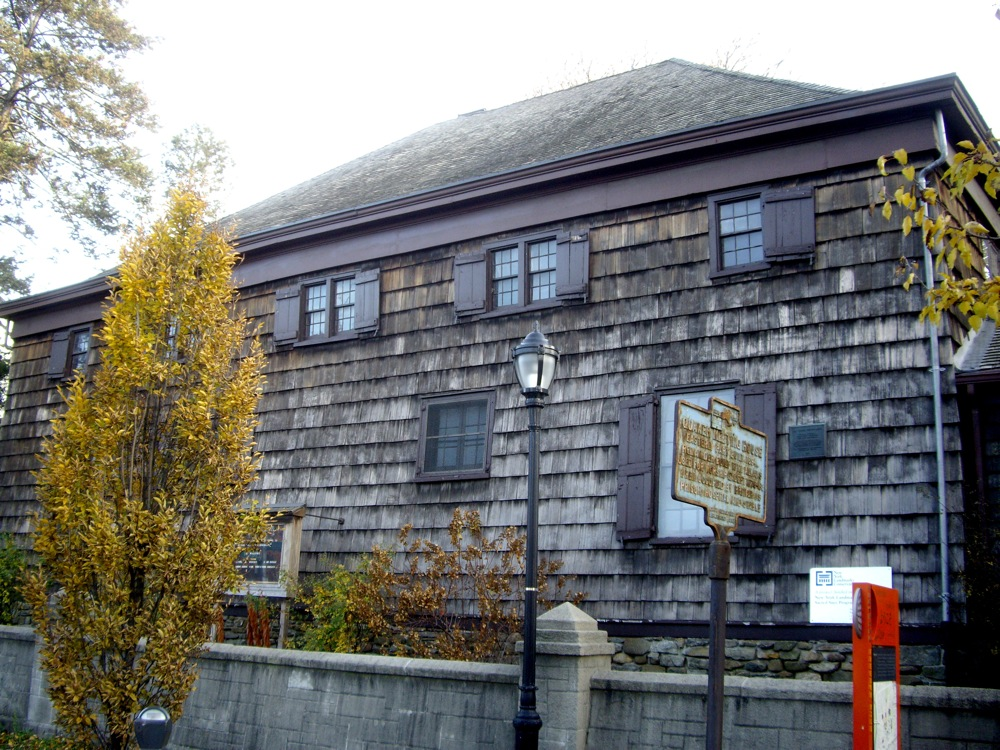
Old Quaker House in Flushing
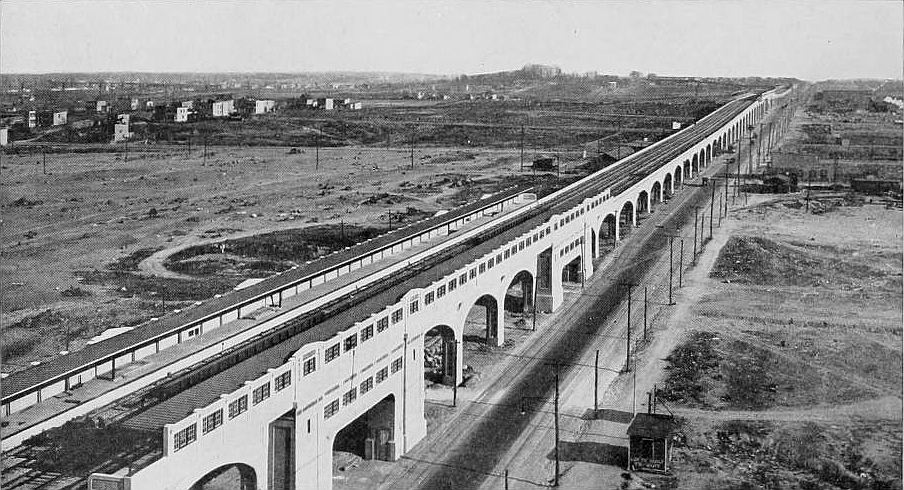
Queens Boulevard und Viaduct der IRT Flushing Line, 1920
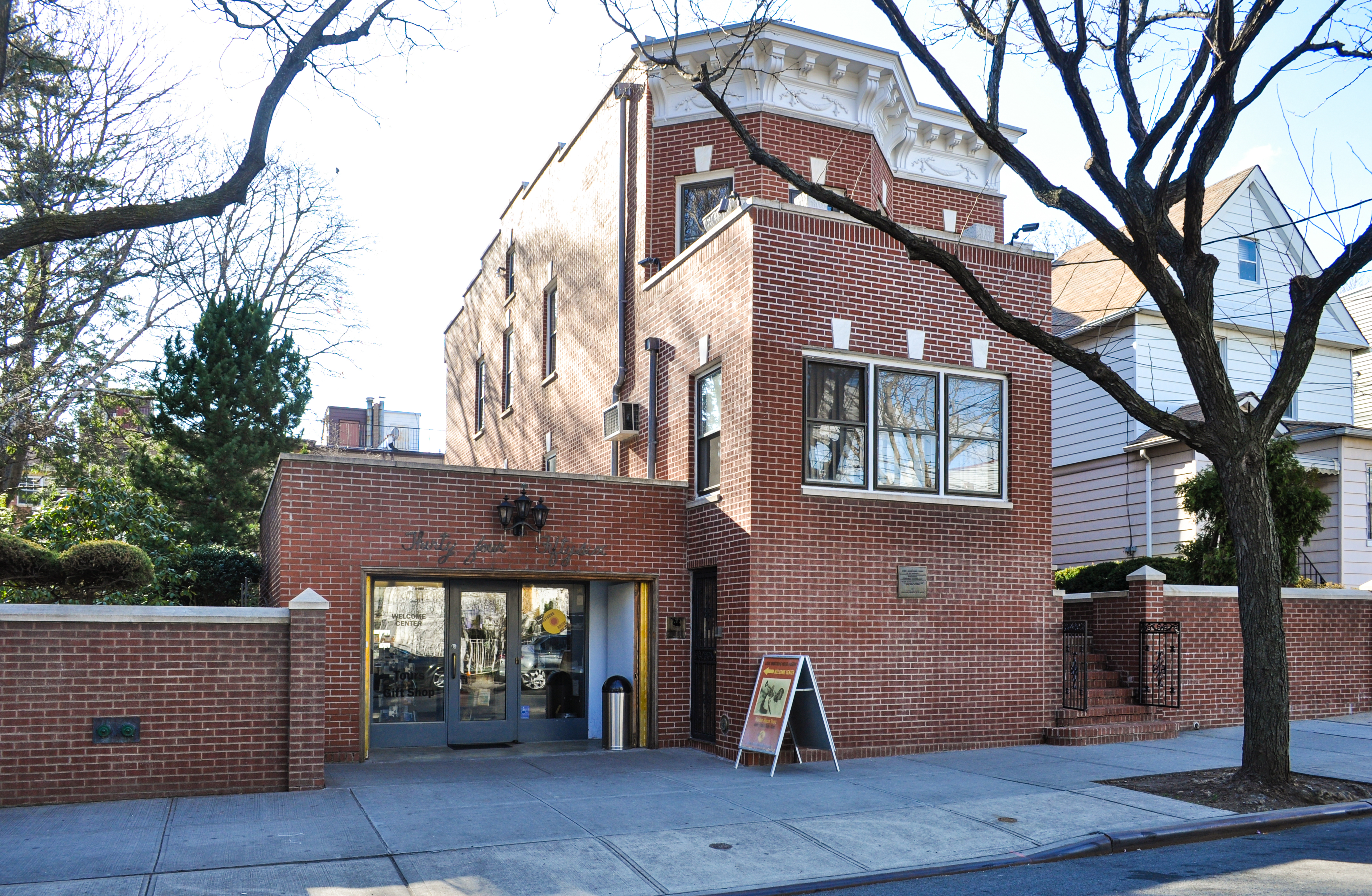
Museum Louis Armstrong House im Stadtteil Corona
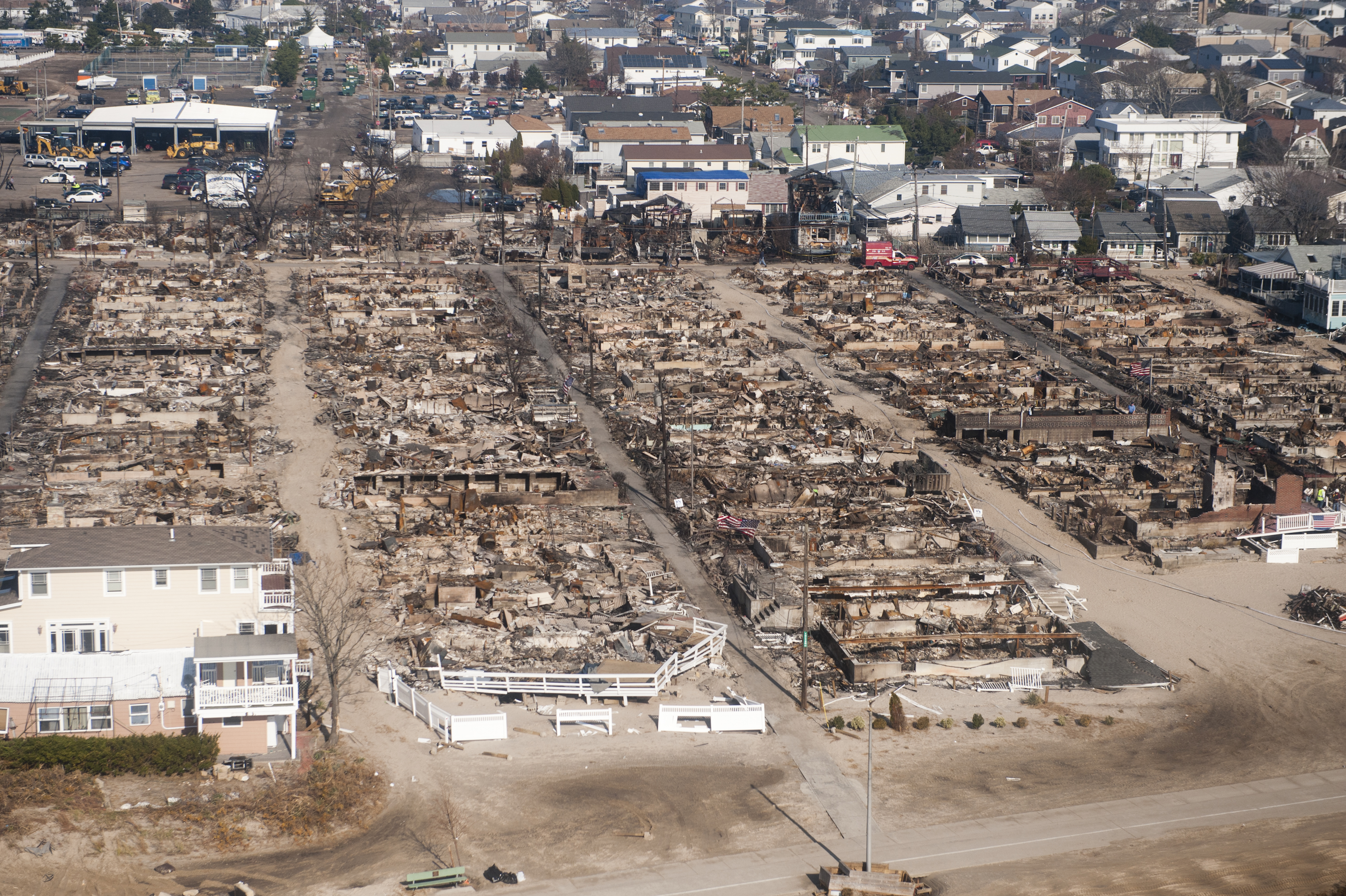
Zerstörte Häuser in Breezy Point durch Hurrikan Sandy (2012)

## Demographie
Am 1. April 2020 hatte Queens laut US-Census 2.405.464 Einwohner. 2023 betrug die geschätzte Einwohnerzahl 2.252.196, wobei der Rückgang durch Wegzüge infolge der COVID-19-Pandemie hervorgerufen wurde. Es wird mit einem allmählichen Wiederanstieg durch Zuzüge gerechnet.
Queens weist selbst für New Yorker Verhältnisse eine sehr große ethnische Vielfalt auf. Die Bewohner des Stadtbezirks kommen aus mindestens 100 Nationen und sprechen über 168 Sprachen. 47,8 % der 2014 dort lebenden Menschen wurden außerhalb der Vereinigten Staaten geboren. Laut US-Census 2020 waren 27,8 % der Bevölkerung Hispanics, die vor allem aus der Dominikanischen Republik, Kolumbien, Ecuador, Peru, Mexiko und Puerto Rico stammen, 27,3 % Asiaten, vor allem aus China, Indien, Bangladesch und den Philippinen, 22,8 % Weiße und 15,9 % Schwarze.
Einwohnerentwicklung:
| Jahr | Einwohner |
| ---- | --------- |
| 1790 | 16.014    |
| 1820 | 21.519    |
| 1840 | 30.324    |
| 1860 | 57.391    |
| 1870 | 73.803    |

| Jahr | Einwohner |
| ---- | --------- |
| 1880 | 90.574    |
| 1890 | 128.059   |
| 1900 | 152.999   |
| 1910 | 284.041   |
| 1920 | 469.042   |

| Jahr | Einwohner |
| ---- | --------- |
| 1930 | 1.079.129 |
| 1940 | 1.297.634 |
| 1950 | 1.550.849 |
| 1960 | 1.809.578 |
| 1970 | 1.986.473 |

| Jahr | Einwohner |
| ---- | --------- |
| 1980 | 1.891.325 |
| 1990 | 1.951.598 |
| 2000 | 2.229.379 |
| 2010 | 2.230.722 |
| 2020 | 2.405.464 |

Quellen: Population of States and Counties US 1790-1990, 2000–2020 US Census

## Stadtteile

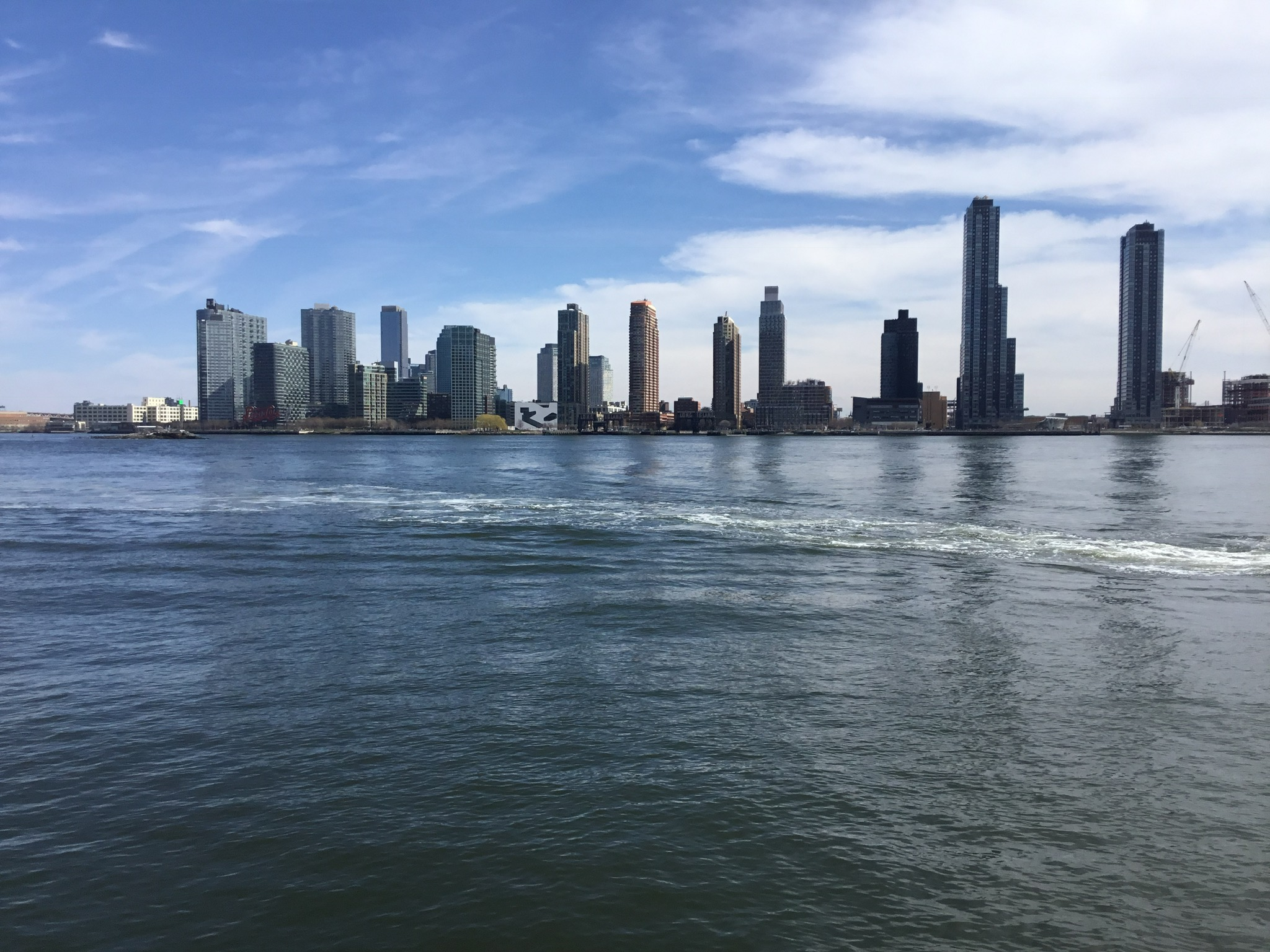
Waterfront in Hunters Point 2023

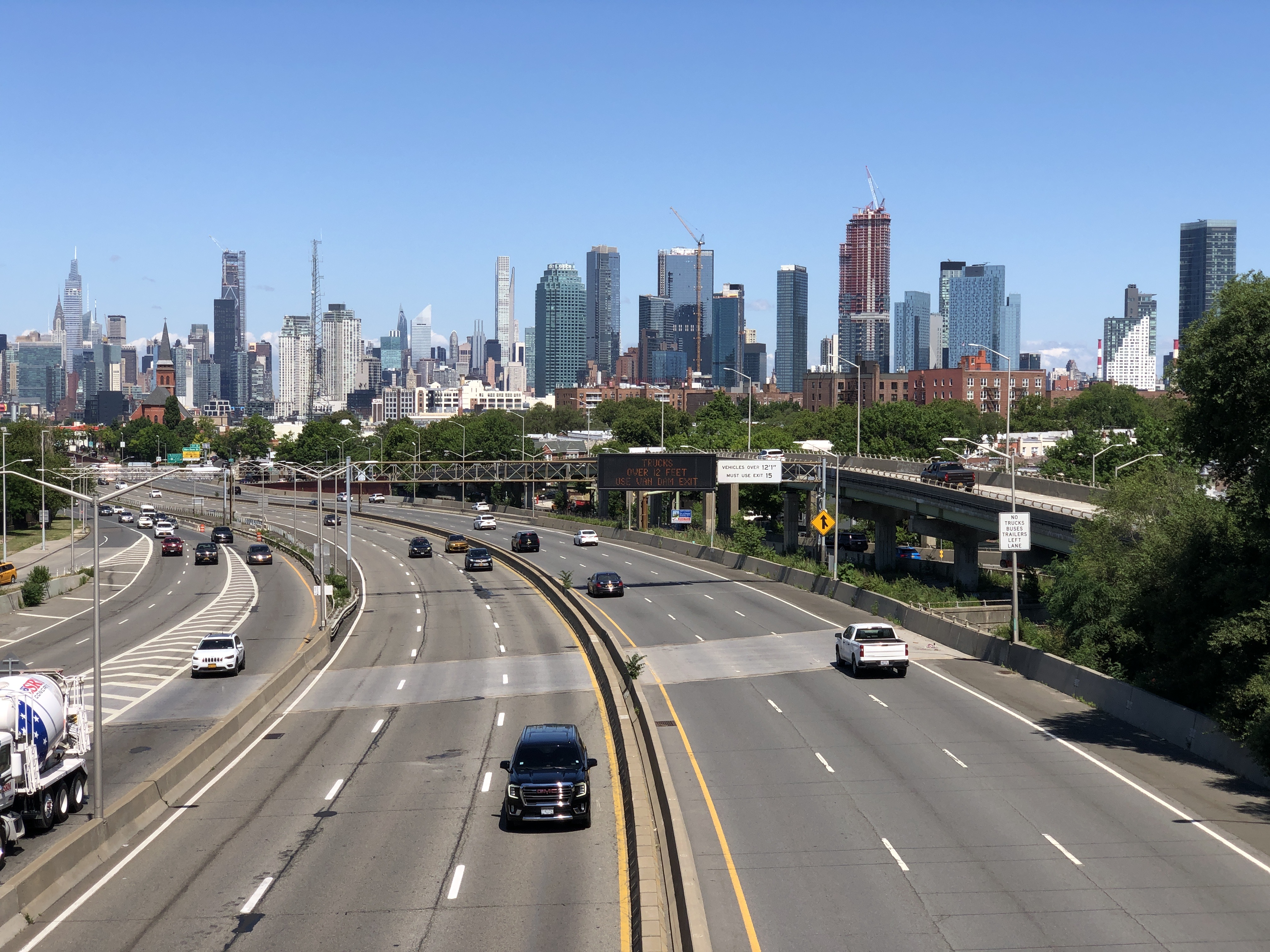
Blick von der Interstate 495 auf Long Island City (Mitte und rechts, im Hintergrund Manhattan, Juni 2024)

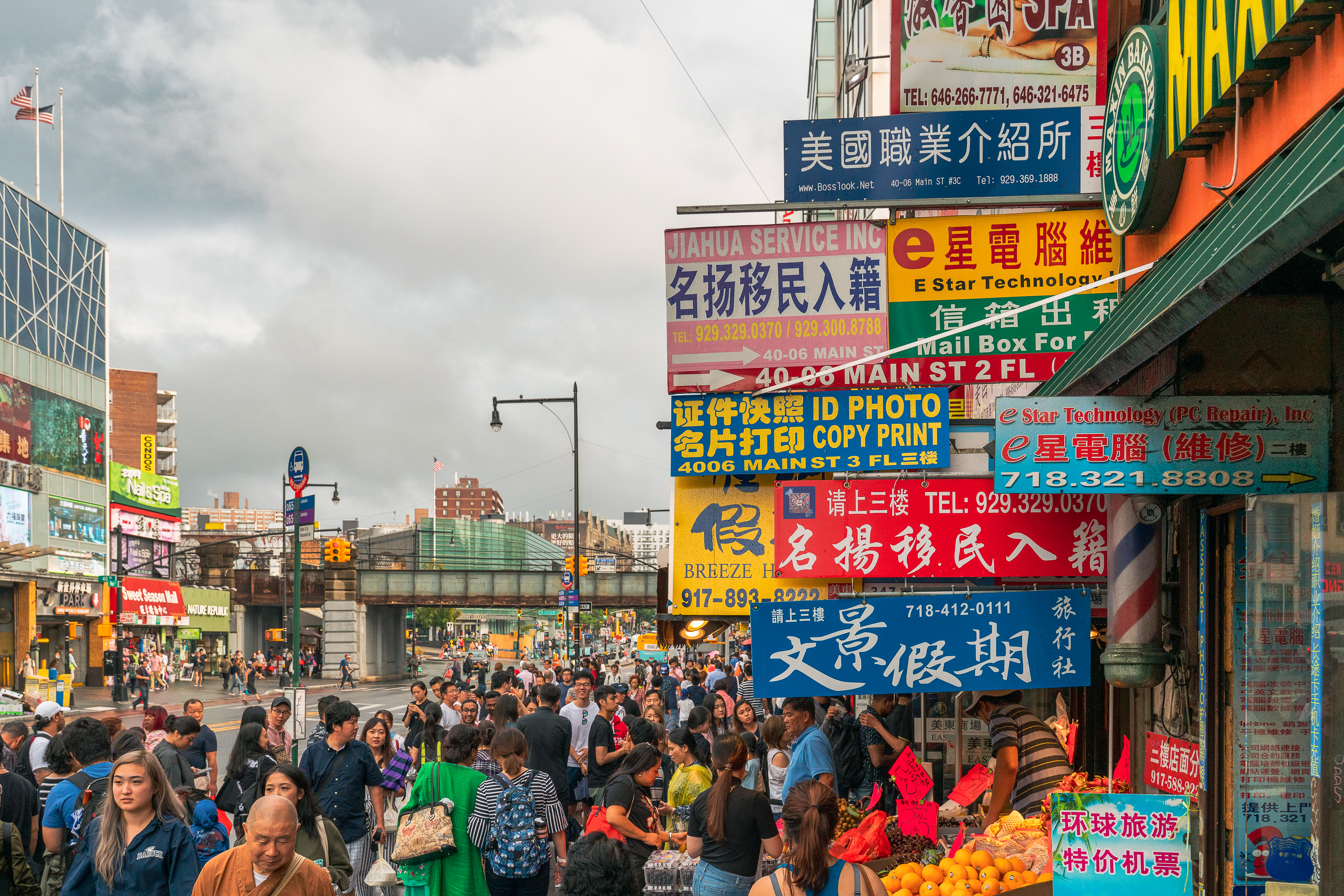
Chinatown Flushing

Queens ist in 19 Community Districts und zahlreiche Stadtteile (englisch Neighborhoods) untergliedert.
Die Bewohner identifizieren sich oft stärker mit ihrem Stadtteil oder Viertel als mit dem Stadtbezirk oder der Stadt New York. Queens besteht aus Dutzenden einzigartiger Viertel mit einer eigenen unverwechselbaren Identität und Bevölkerungsgruppen. Bekannte Stadtteile sind:
- In Astoria lebt eine der größten griechischen Bevölkerungsgruppe außerhalb von Griechenland. Hier sind auch viele spanischstämmige und Italoamerikaner sowie Einwanderer aus dem Nahen Osten und den Balkanstaaten ansässig.
- Elmhurst ist die Heimat von hispanischen, asiatischen und südasiatischen Bevölkerungsgruppen.
- Flushing ist eines der größten Viertel und hat eine große asiatische Gemeinde, deren Bewohner Chinesen, Koreaner und Südasiaten sind. Die Kreuzung von Main Street, Kissena Boulevard und 41st Avenue ist das Zentrum von Downtown Flushing und Chinatown Flushing.
- Forest Hills und Rego Park werden überwiegend von Weißen teils jüdischer Abstammung (Deutschland, Osteuropa, Israel) und Chinesen bewohnt und gelten großteils als wohlhabend.
- Howard Beach, Whitestone und Middle Village haben viele italienischstämmige Einwohner.
- Jackson Heights hat hispanische und asiatische Bewohner und ist durch den Einfluss der kolumbianischen Bevölkerung auch als „Klein-Kolumbien“ bekannt.
- Jamaica ist die Heimat großer afroamerikanischer, karibischer und mittelamerikanischer Bevölkerungsgruppen, die auch in einer Reihe von mittelständischen Vierteln leben.
- Kew Gardens ist überwiegend von Weißen und ferner von Hispanics und Asiaten bewohnt. Der Stadtteil gilt als wohlhabend.
- Long Island City ist das Handels- und Wirtschaftszentrum von Queens und zudem ein schnell wachsender Stadtteil mit vielen neuen Wohnhochhäusern und einer homogenen Bevölkerung.
- Ozone Park hat eine große italienische, hispanische und guyanische Bevölkerung.
- Queensbridge ist ein neben der Queensboro Bridge gelegenes Viertel in Long Island City und bildet das größte Wohnbauprojekt von Nordamerika.
- Rockaway Beach hat eine große irischstämmige amerikanische Bevölkerung.

### Parkanlagen
- Flushing-Meadows-Park
- Gantry Plaza State Park
- Astoria Park
- Athens Square
- Juniper Valley Park
- Forest Park

### Bauwerke
Der Stadtbezirk besitzt über 40 Hochhäuser, die höher als 100 Meter (328 Fuß) sind, darunter befinden sich 16 Wolkenkratzer (Stand 2024). Queens erlebt seit 2010 einen Hochhaus-Bauboom, bei dem die meisten der höchsten Gebäude des Stadtbezirks errichtet wurden. Sie stehen insbesondere im Viertel Hunters Point des Stadtteils Long Island City im dortigen Zentrum sowie an der Waterfront am East River. The Orchard, ein Wohnwolkenkratzer in Long Island City ist mit 251 Meter (823 Fuß) das höchste Gebäude in Queens.
Siehe: Liste der höchsten Gebäude in Queens

## Sehenswürdigkeiten

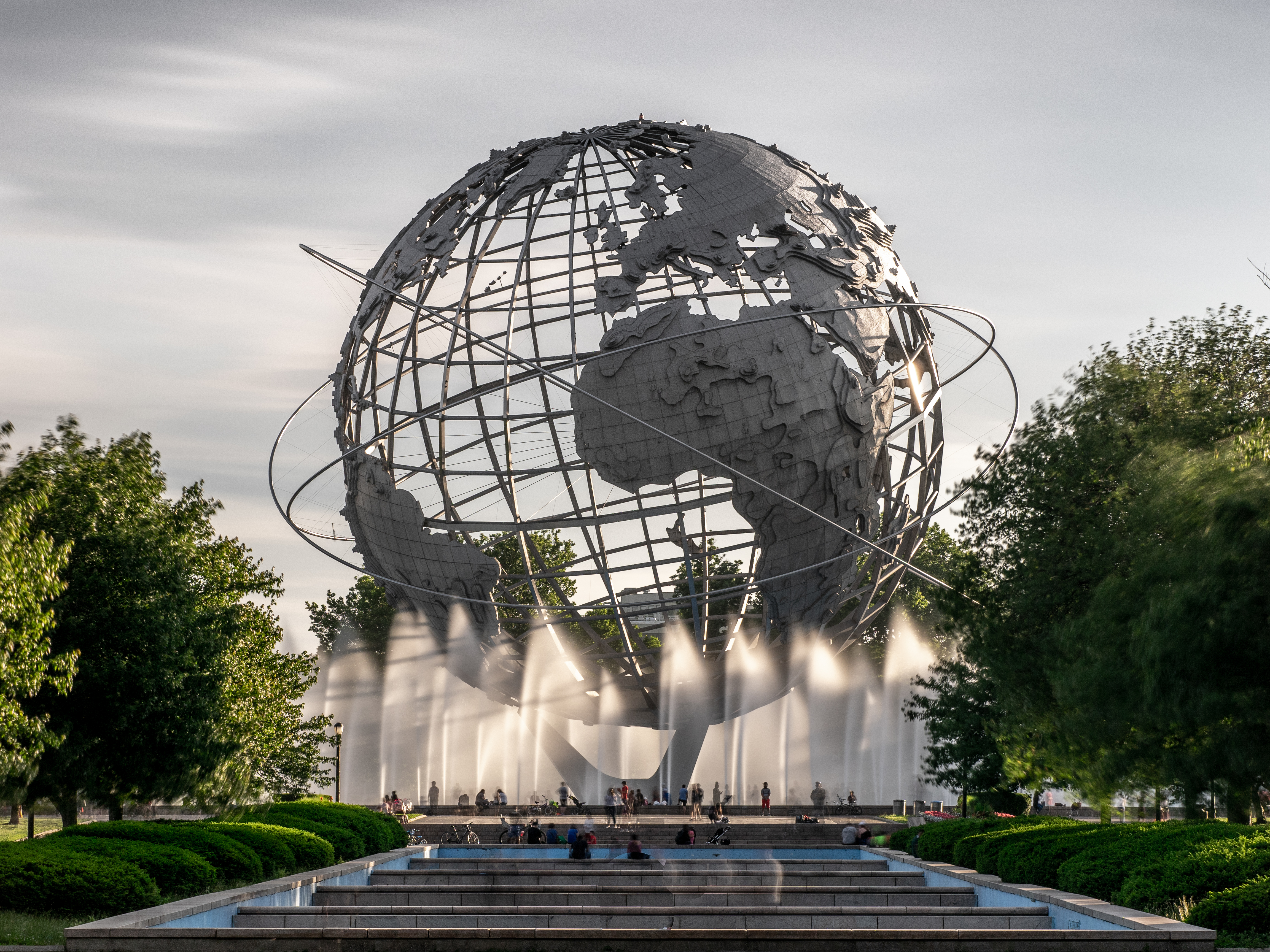
Unisphere

Die bekannteste Sehenswürdigkeit und ein Wahrzeichen von Queens ist die Unisphere. Sie ist 42 Meter hoch, hat einen Durchmesser von 37 Meter und wurde 1964 zur Weltausstellung 1964 New York World's Fair errichtet. Sie befindet sich im Flushing-Meadows-Park.
Weitere Sehenswürdigkeiten:
- Isamu Noguchi Garden Museum
- Queens Museum of Art
- Jamaica Bay Wildlife Refuge Center
- Hall of Science
- Art Center
- Socrates Sculpture Park
- Queensboro Bridge
- Arthur Ashe Stadium, größtes Tennisstadion der Welt
- Calvary Cemetery

## Wirtschaft

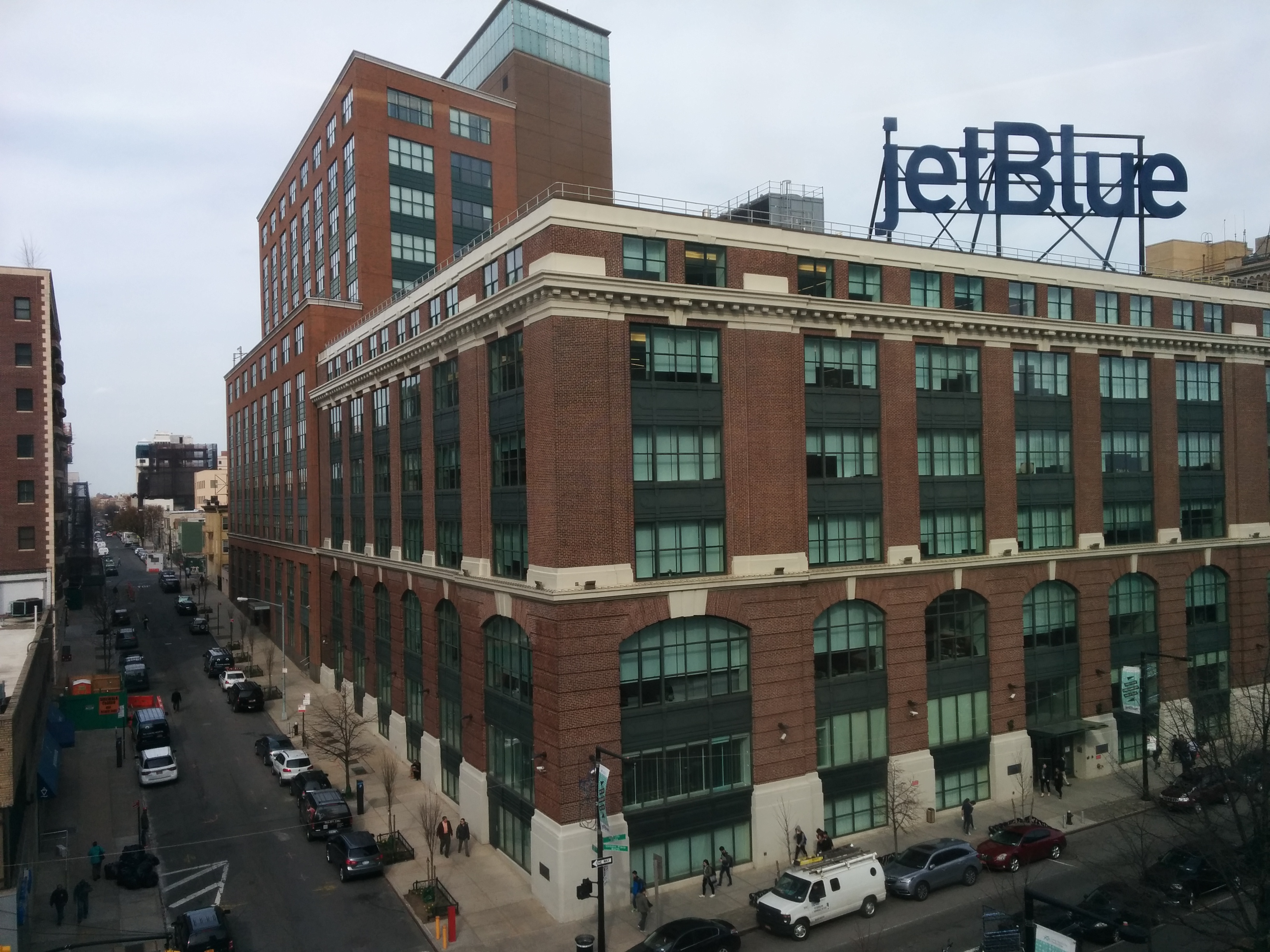
Hauptquartier von JetBlue

Queens hat nach Manhattan die zweitgrößte Wirtschaft von New York City. Sie hat die ausgeprägteste Diversifikation der fünf Stadtbezirke, wobei die Branchen Gesundheitswesen, Einzelhandel, Industrie und Fertigung, Bauwesen, Transport sowie Film- und Fernsehproduktion relativ gleich bedeutend sind, sodass keine einzelne Branche dominiert. Queens besaß 2012 in der Privatwirtschaft 486.160 Arbeitsplätze. Während 2004 Handel, Transport und Versorgungswirtschaft fast 30 % aller Arbeitsplätze stellten, waren es 2012 die Gesundheits- und Sozialdienste. Rund 25 % aller Arbeitsplätze bieten die beiden großen Flughäfen John F. Kennedy International Airport und der LaGuardia Airport. Zwischen 10 und 20 Prozent aller Arbeitsplätze entfallen jeweils auf Transport und Lagerhaltung, Einzelhandel, Fertigungs- und Bauindustrie, Information, Finanzaktivitäten sowie Dienstleistungen (Stand 2012). 2003 waren in Queens rund 40.000 Unternehmen ansässig.
Zu den großen Unternehmen, die ihren Hauptsitz in Queens haben, gehören der Uhrenhersteller Bulova, der international renommierte Klavierhersteller Steinway & Sons, der Getränkehersteller Glacéau und die Fluggesellschaft JetBlue Airways. Long Island City ist ein bedeutendes Zentrum in der Produktion und im Bürosektor. Flushing ist ein wichtiger Handelsknotenpunkt für chinesisch-amerikanische und koreanisch-amerikanische Unternehmen, während Jamaica der wichtigste öffentliche Verkehrsknotenpunkt des Stadtbezirkes ist. Long Island City ist seit 2010 eines der am schnellsten wachsenden Viertel von New York City.

## Sport
In Queens sind zwei große und bedeutende Sportstadien angesiedelt. Das 2009 eröffnete Citi Field ist die Heimstatt des Baseballteams New York Mets, die in der Major League Baseball (MLB) vertreten sind. Das Stadion hat eine Kapazität von 41.922 Sitzplätzen. Auf dem heutigen Parkplatz vom Citi Field stand zuvor das Vorgängerstadion Shea Stadium. Das Arthur Ashe Stadium ist mit 23.771 Plätzen das größte Tennisstadion der Welt. Hier finden alljährlich die US Open statt. Beide Stadien befinden sich im Flushing Meadows-Corona Park.

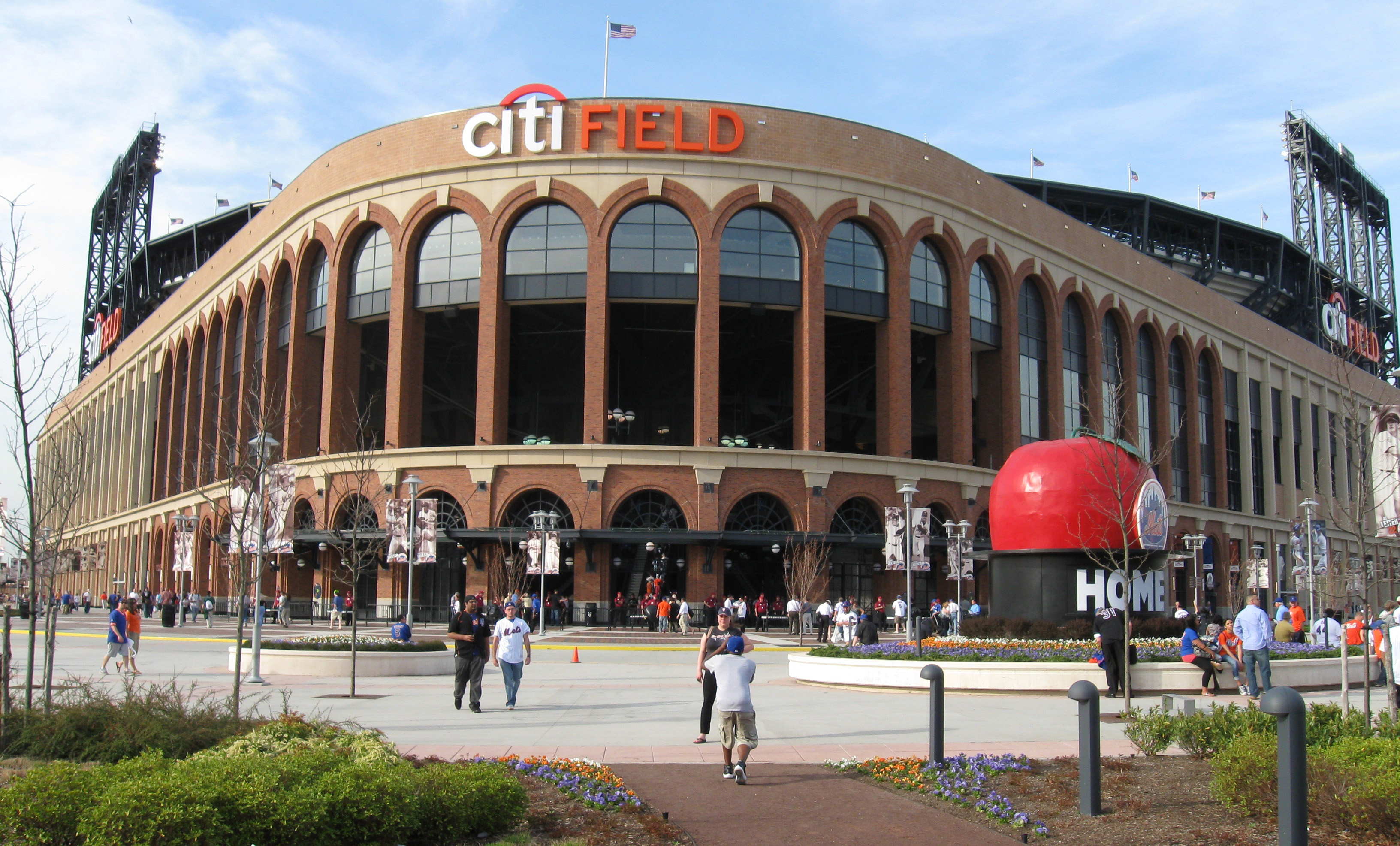
Citi Field, Baseball Stadium der New York Mets
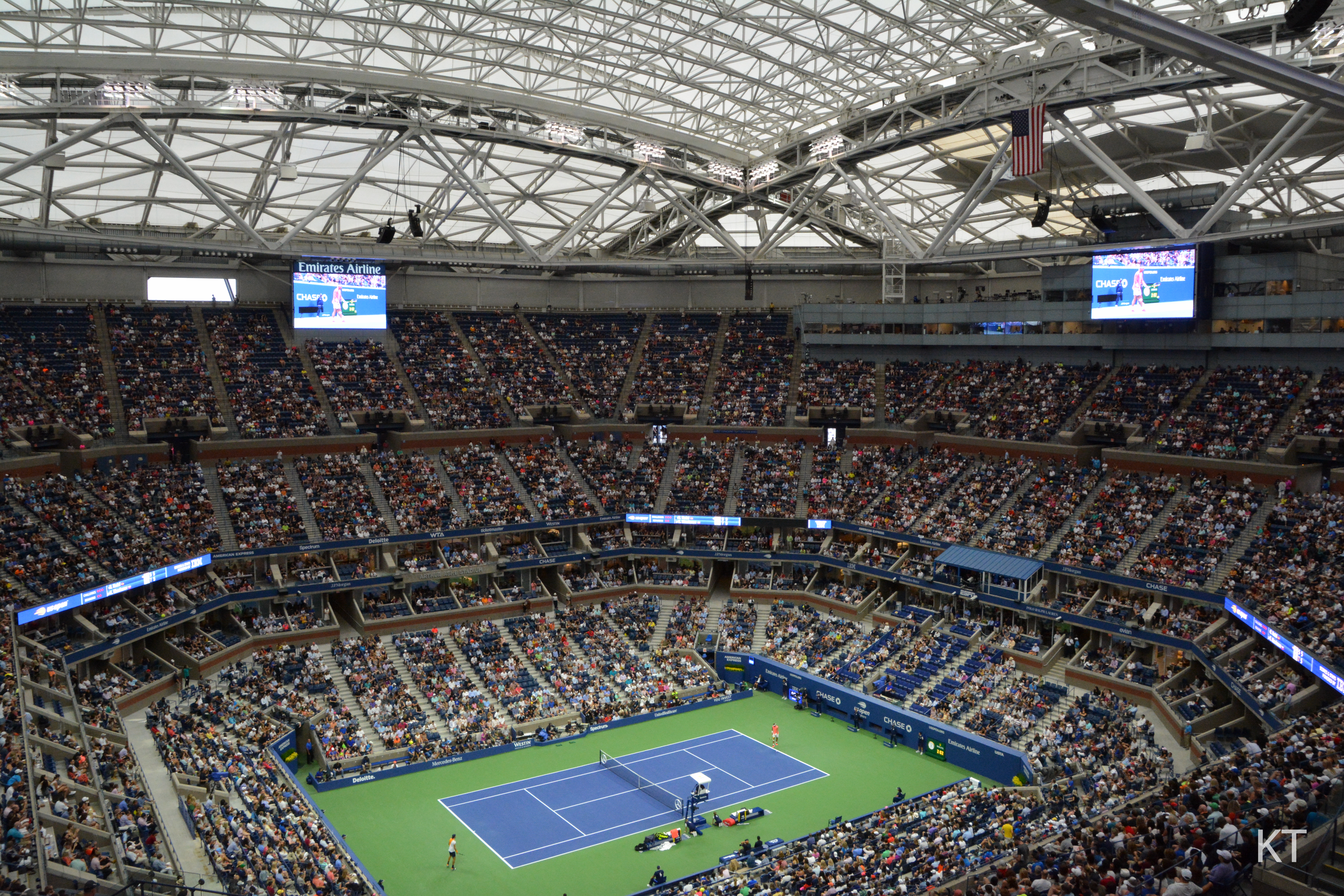
Arthur Ashe Stadium (US Open)

## Verkehr
In Queens liegen die zwei Internationalen Flughäfen der Stadt New York, der John F. Kennedy International Airport und der LaGuardia Airport.
Im Schienenverkehr sind die Jamaica Station und die Long Island City Station zwei wichtige Personenverkehrsbahnhöfe, die bedeutende Umstiegspunkte des Bahnunternehmens Long Island Rail Road (LIRR) sind.
Queens wird von mehreren U-Bahn-Strecken der New York City Subway erschlossen. Die zwei Hauptstrecken IRT Flushing Line und IND Queens Boulevard Line führen über den East River nach Manhattan. Die fünf Strecken BMT Jamaica Line, BMT Myrtle Avenue Line, BMT/IND Archer Avenue Line, IND Crosstown Line und IND Fulton Street Line verbinden Queens und Brooklyn miteinander. Innerhalb des Stadtbezirks verlaufen die Strecken BMT Astoria Line und IND Rockaway Line. Insgesamt werden auf allen U-Bahn-Strecken 81 Stationen bedient.
Das Fährunternehmen NYC Ferry bietet von den Anlegestellen Hunter's Point South, Long Island City und Astoria mit der Astoria-Route und der East-River-Route fahrplanmäßig Fährverbindungen nach Manhattan und Brooklyn.
Folgende Interstate Highways durchqueren den Bezirk: I-278 (Brooklyn-Queens Expressway), I-295 (Clearview Expressway), I-495 (Queens Midtown Expressway/Long Island Expressway, führt durch den Queens-Midtown Tunnel unter den East River nach Manhattan) und I-678 (Van Wyck Expressway). Wichtige Straßen auf Staatsebene sind der Belt Parkway, Cross Island Parkway, Jackie Robinson Parkway und Grand Central Parkway. Wichtigste Hauptverkehrsstraße für den lokalen Verkehr ist der Queens Boulevard, der den Nordwesten des Bezirks von West nach Ost durchquert, sowie die Hillside Avenue im Osten des Bezirks.
Queens ist mit zahlreichen Brücken mit den benachbarten Stadtbezirken verbunden.
- Queensboro Bridge, offiziell Ed Koch Queensboro Bridge, Auslegerbrücke, führt über Roosevelt Island nach Manhattan.
- Robert F. Kennedy Bridge, auch Triborough-Bridge, Komplex aus Hänge- und Fachwerkbrücken, sie verbindet die drei Boroughs Queens, Manhattan und die Bronx.
- Hell Gate Bridge, Eisenbahnbrücke, führt in die Bronx.
- Whitestone Bridge, Hängebrücke, führt im Norden in die Bronx.
- Throgs Neck Bridge, Hängebrücke, führt im Nordosten in die Bronx.
- Roosevelt Island Bridge, Hubbrücke, führt auf die gleichnamige Insel.
- Kosciuszko Bridge, Schrägseilbrücke, überspannt den Newtown Creek, Teil des Brooklyn-Queens Expressway, der beide Stadtbezirke verbindet.
- Marine Parkway–Gil Hodges Memorial Bridge, Hubbrücke, führt von der Halbinsel Rockaway Peninsula am Atlantik nach Brooklyn.

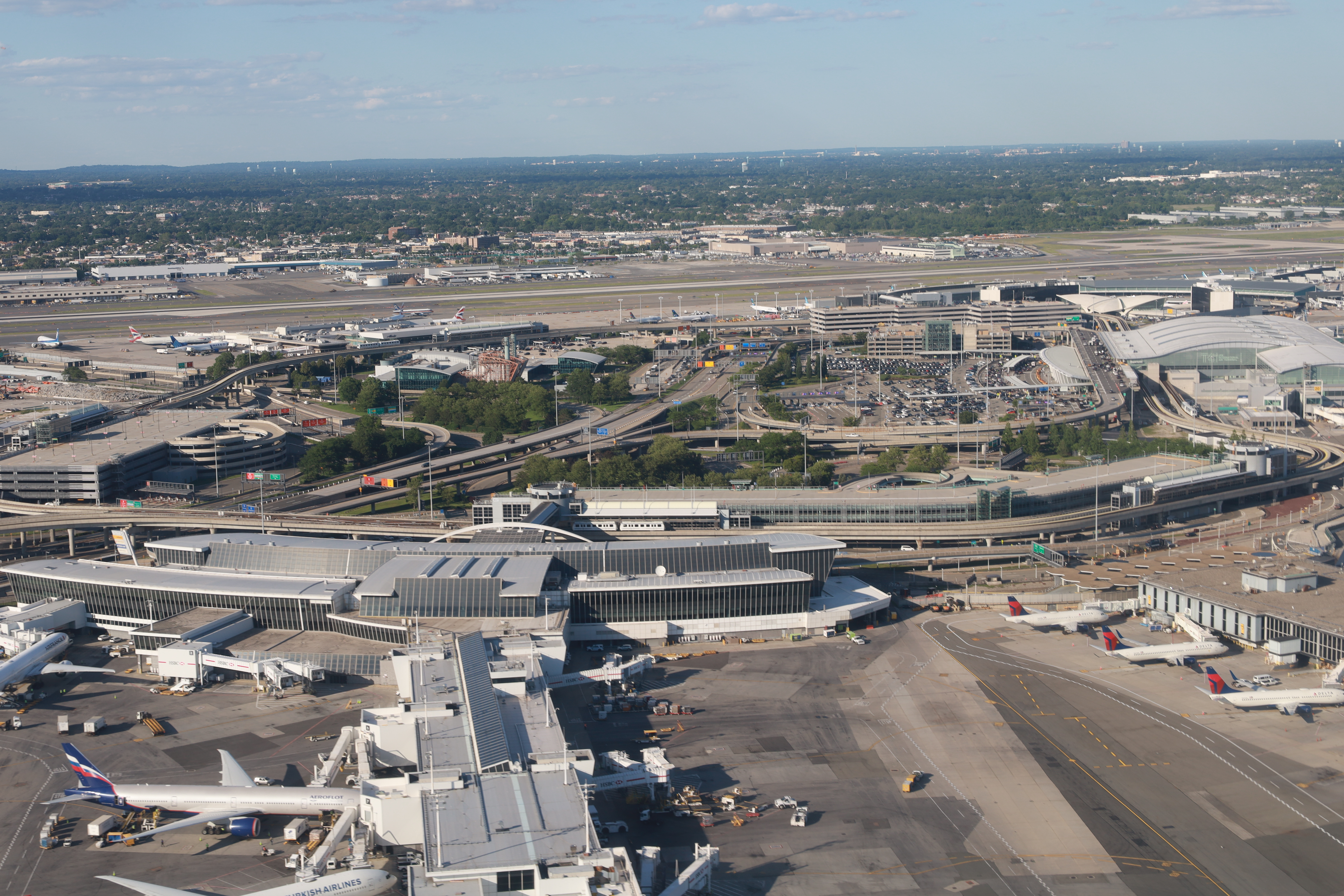
John F. Kennedy International Airport
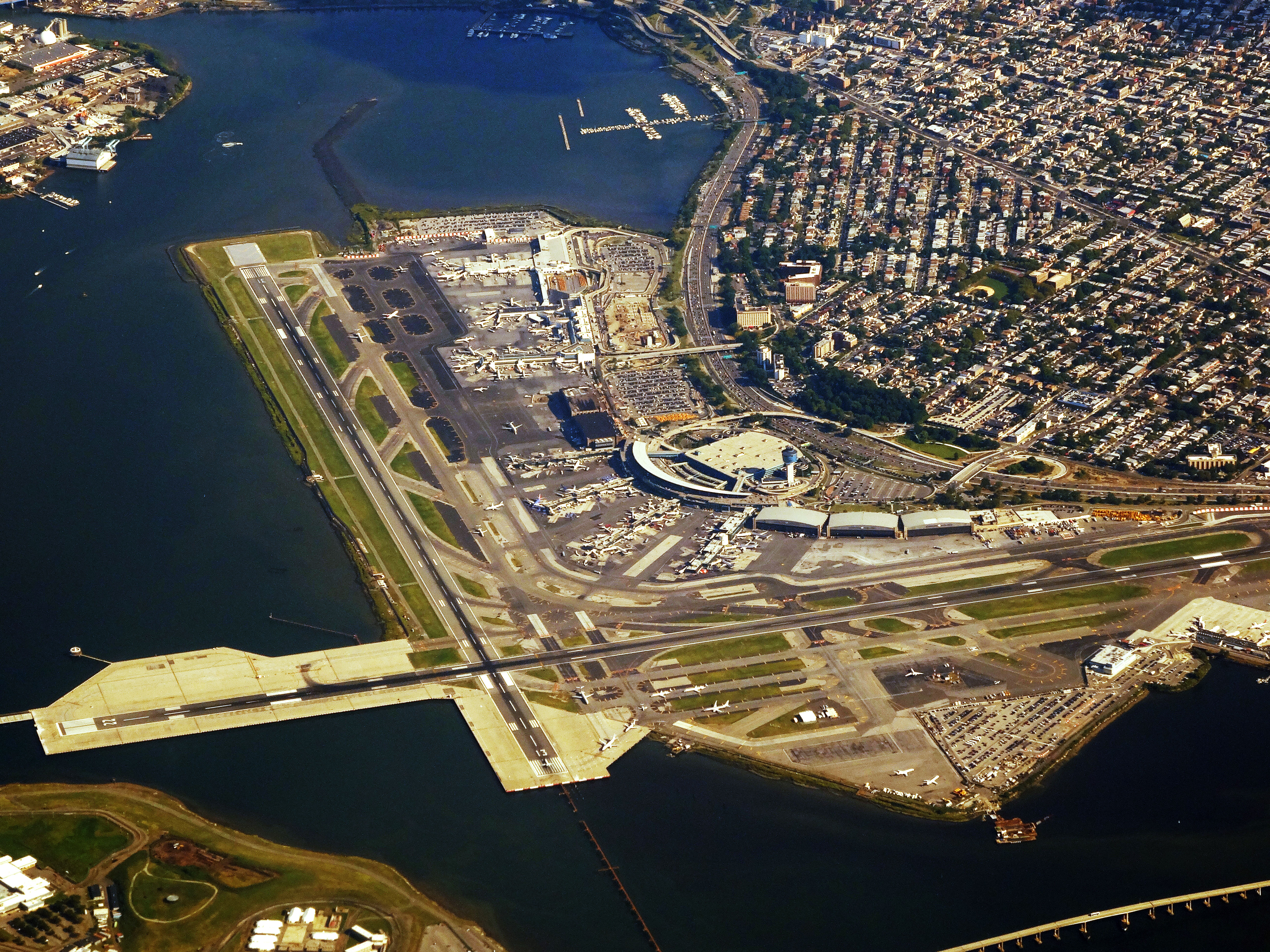
LaGuardia Airport
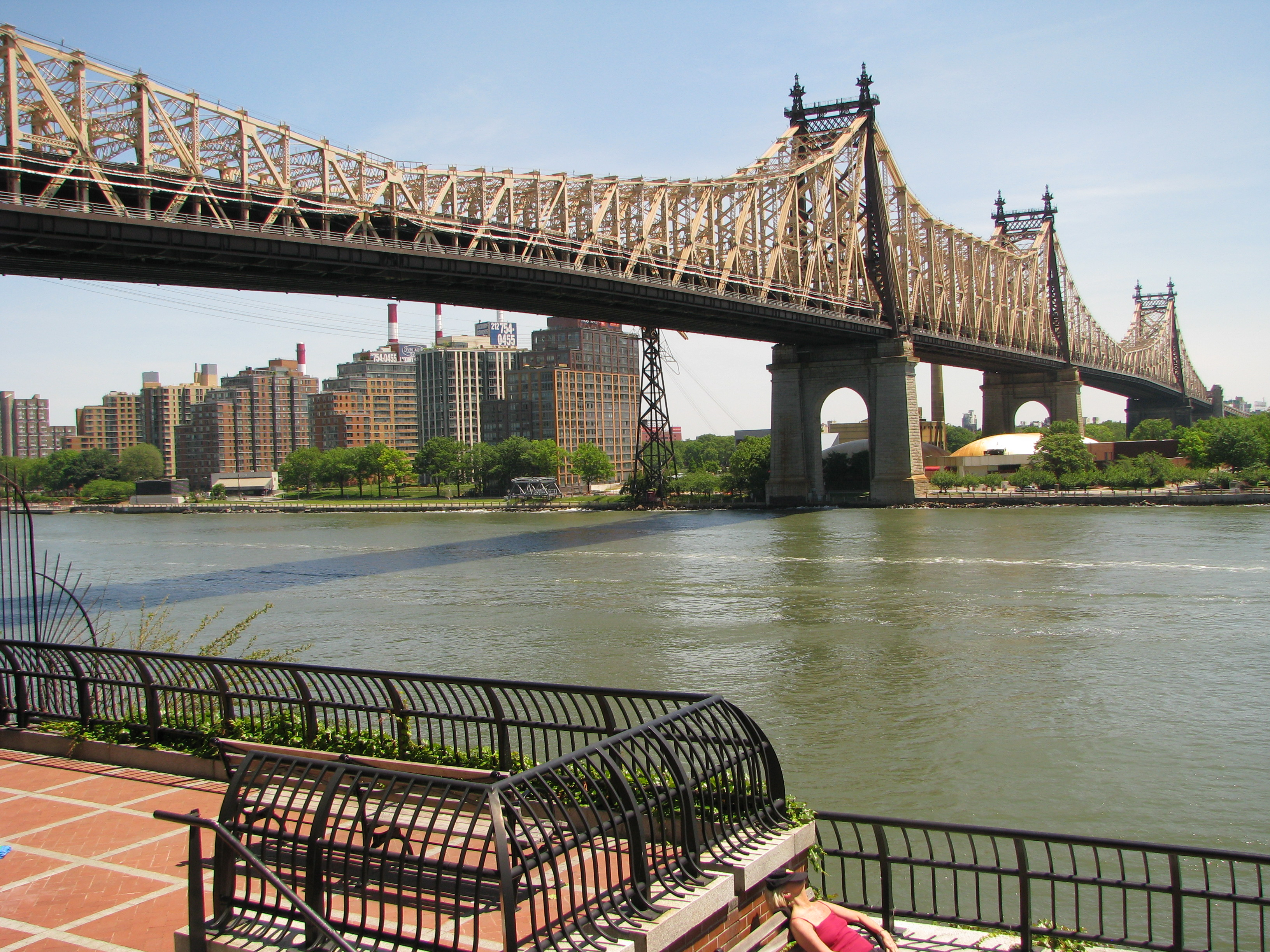
Queensboro Bridge
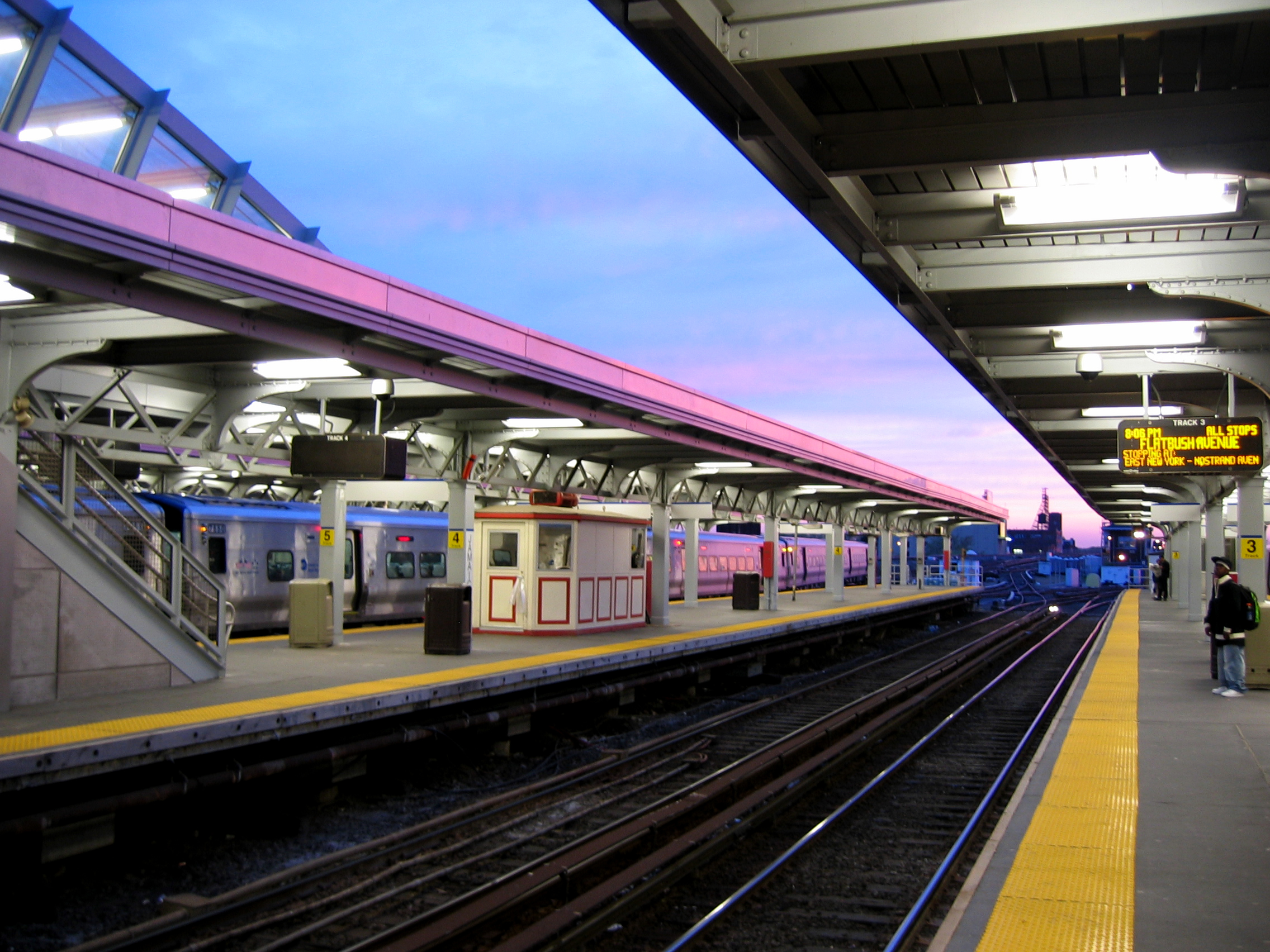
Jamaica Station

## Medien
In Queens wurden unter anderem Szenen des Films Die Unfassbaren und der Polizeiserie Blue Bloods gedreht und es spielen hier die Fernsehserie King of Queens und zum großen Teil der Film Der Prinz aus Zamunda.